# Serie 305 de Renfe
La serie 305 de Renfe es un conjunto de locomotoras de maniobras diésel-hidráulica (550 CV, 60 km/h, 30 km/h en maniobras) fabricada por Henschel Krauss-Maffei en 1954. La numeración original fue 10.501 a 10520, y 305-001-0 a 305-020-0 en UIC.
El motor diésel sobrealimentado era Sulzer y la transmisión hidráulica de Voith. Tuvieron bastantes problemas de mantenimiento y fueron retiradas de servicio a partir de 1972.
La locomotora 305-018-4 se encuentra preservada por el Museo Nacional Ferroviario y la 305-020-0 operativa en una empresa siderúrgica de Madrid.